# Spiritpact
Líng qì (灵契S) è un manhua shōnen'ai scritto da Pingzi, pubblicato online da Tencent. Un adattamento anime, intitolato Spiritpact (スピリットパクト?, Supirittopakuto) e prodotto da Emon Animation Company, ha iniziato la trasmissione televisiva in Giappone il 7 gennaio 2017.

## Trama
Yō Keika è l'erede di una famosa casata di esorcisti, ma vive in condizioni molto povere dopo la morte dei suoi genitori.
Un giorno, mentre cercava strumenti che gli servono nella discarica, incontra per caso Ki, che lo invita a diventare la sua ombra.
All'inizio Keika rifiuta, ma l'idea di diventare uno spirito maligno lo fa cambiare idea e accetta. Da qui in poi cominciano le avventure dei due protagonisti.

## Personaggi
Yō Keika (楊 敬華?)
Doppiato da: Yūichi Iguchi
È un ragazzo di 23 anni,dai capelli blu. Appartiene alla famosa casata dei primi esorcisti del mondo,ma scomparso da tempo. Incontra per la prima volta Tanmoku Ki nella discarica della spazzatura, dove lo vede combattere contro uno spirito maligno. Dopo aver accettato un patto con lui, diventa la sua ombra spiritica.  
Tanmoku Ki (端木 煕?)
Doppiato da: Shunsuke Takeuchi
Appartiene a una famiglia di nobili origini. Incontra Keika nella discarica. Dopo aver scoperto che Keika possedeva dei poteri spiritici, cerca in tutti i modi per farlo accettare un patto tra lui. All'inizio tra i due non scorre buon sangue, ma tempo dopo, diventarono compagni a vita e amici.
Shin Shiyō (秦 詩瑤?)
Doppiata da: Rumi Ōkubo
Futura moglie di Tanmoku Ki. Appare come una bella ragazza dai capelli castani e occhi viola,ma nell'anime si vedrà tante volte lei che si mostra nel suo vero carattere. Alla fine della primastagione, scopre di avere dei poteri spiritici.

## Media

### Anime
Un adattamento anime di 10 episodi, prodotto da Emon Animation Company e diretto da Li Haolin, è andato in onda in Giappone dal 7 gennaio all'11 marzo 2017. Le sigle di apertura e chiusura sono rispettivamente Mugendai (無限大?) di Yu Jiaoyan ed Endless Stories di RiyO. In tutto il mondo, ad eccezione dell'Asia, gli episodi sono stati trasmessi in streaming in simulcast, anche coi sottotitoli in lingua italiana, da Crunchyroll.
Una seconda stagione di 12 episodi, sottotitolata Bond of the Underworld (黄泉の契り?, Yomi no chigiri), è stata trasmessa a partire dal 24 febbraio 2018.

#### Episodi prima stagione
| Nº | Titolo italiano Giapponese 「Kanji」 - Rōmaji                                                          | In onda          | In onda |
| Nº | Titolo italiano Giapponese 「Kanji」 - Rōmaji                                                          | Giapponese       |         |
| 1  | E d'improvviso, un patto con uno spirito? 「霊との契約は突然に？」 - Rei to no keiyaku wa totsuzen ni? | 7 gennaio 2017   |         |
| 2  | Che cosa ti ha attirato di lui? 「カレに惹かれたワケ」 - Kare ni hikareta wake                         | 14 gennaio 2017  |         |
| 3  | Attenti ad andare a letto insieme! 「添い寝にご注意！」 - Soine ni gochūi!                             | 21 gennaio 2017  |         |
| 4  | Cosa posso fare per proteggerli? 「君を守るためにできること」 - Kimi o mamoru tame ni dekiru koto      | 28 gennaio 2017  |         |
| 5  | Per sempre insieme a te 「いつまでもあなたとともに」 - Itsumademo anata to tomo ni                     | 4 febbraio 2017  |         |
| 6  | Un gentile respiro 「優しい吐息」 - Yasashii toiki                                                     | 11 febbraio 2017 |         |
| 7  | Lo spirito imbattibile 「負けないこころ」 - Makenai kokoro                                             | 18 febbraio 2017 |         |
| 8  | Un preoccupante dilemma occasionale 「波乱ときどき窮地」 - Haran tokidoki kyūchi                       | 25 febbraio 2017 |         |
| 9  | La decisione finale 「最後の選択」 - Saigo no sentaku                                                  | 4 marzo 2017     |         |
| 10 | Non rinunciare mai e poi mai 「ぜったい離れない、ずっと…」 - Zettai hanarenai, zutto…                  | 11 marzo 2017    |         |

#### Episodi seconda stagione
| Nº | Titolo italiano Giapponese 「Kanji」 - Rōmaji                                 | In onda          | In onda |
| Nº | Titolo italiano Giapponese 「Kanji」 - Rōmaji                                 | Giapponese       |         |
| 1  | La decisione finale 「魂の誓い」 - Tamashī no chikai                          | 24 febbraio 2018 |         |
| 2  | Vedere è credere 「百聞は一見に如かず」 - Hyakubun wa ikken ni shikazu        | 3 marzo 2018     |         |
| 3  | Neve macchiata di sangue 「雪ににじむ血」 - Kumo ni nijimu chi                | 10 marzo 2018    |         |
| 4  | La persona più speciale 「誰よりも大切な人」 - Dare yori mo taisetsu na hito  | 17 marzo 2018    |         |
| 5  | Lo specchio del mondo dei morti 「黄泉の鏡」 - Yomi no kagami                 | 24 marzo 2018    |         |
| 6  | Elegia 「挽歌」 - Banka                                                       | 31 marzo 2018    |         |
| 7  | Aspettando nel futuro 「未来で待ってる」 - Mirai de matteru                   | 7 aprile 2018    |         |
| 8  | La scena che lui vede 「あいつの見る景色」 - Aitsu no miru keshiki            | 14 aprile 2018   |         |
| 9  | La sua vera identità 「波の正体」 - Nami no shōtai                            | 21 aprile 2018   |         |
| 10 | Sentimenti segreti 「秘めたる思い」 - Himetaru omoi                           | 28 aprile 2018   |         |
| 11 | Cose che vorrei dirti 「伝えたいこと」 - Tsutaetai koto                       | 5 maggio 2018    |         |
| 12 | Quel vincolo che mi lega 「僕をつなぎとめる絆」 - Boku o tsunagitomeru kizuna | 12 maggio 2018   |         |